# پلیسا (دهانه)
پلیسا یک دهانه برخوردی در ماه‌ است. که به افتخار یوهان پالیسا ستاره‌شناس اتریشی نامگذاری شده‌است.

## دهانه‌های اقماری
این دهانه ۷ دهانه اقماری دارد.
| Palisa | عرض جغرافیایی | طول جغرافیایی | قطر          |
| ------ | ------------- | ------------- | ------------ |
| A      | ۹.۰° S        | ۶.۷° W        | ۵.۰ کیلومتر  |
| C      | ۷.۷° S        | ۶.۴° W        | ۹.۰ کیلومتر  |
| E      | ۸.۴° S        | ۵.۷° W        | ۱۸.۰ کیلومتر |
| D      | ۸.۶° S        | ۶.۹° W        | ۸.۰ کیلومتر  |
| P      | ۹.۶° S        | ۷.۳° W        | ۵.۰ کیلومتر  |
| T      | ۸.۲° S        | ۸.۲° W        | ۱۲.۰ کیلومتر |
| W      | ۹.۱° S        | ۶.۳° W        | ۴.۰ کیلومتر  |